# Кунса (язык)
Кунса, Kunza, известен также как язык атакаменьо, атакамский язык, ликанантай, липе, улипе — исчезнувший неклассифицированный язык, на котором говорил народ ликанантай (атакаменьо), проживавший в пустыне Атакама на севере Чили и юге Перу, позднее перешедший на испанский язык.
Последний носитель кунса встречался с исследователями в 1949 году. Существует словарь языка кунса.
Терренс Кауфман (Kaufman, 1990) допускает родство языка кунса с неклассифицированным языком капишана.